# Mark Zuckerberg
Mark Elliot Zuckerberg (wym. /mɑɹk ˈɛliət ˈzʌkəɹbɜɹɡ/; ur. 14 maja 1984 w White Plains) – amerykański przedsiębiorca, filantrop, główny twórca serwisu społecznościowego Facebook i obecny dyrektor generalny Meta Platforms (dawniej Facebook, Inc.); Człowiek Roku tygodnika Time w 2010.
W marcu 2008 Zuckerberg uplasował się na 785. miejscu listy najbogatszych ludzi świata rankingu „Forbesa”, został najmłodszym miliarderem świata (1,5 mld USD). W 2011 znalazł się na 15. miejscu rankingu „Forbesa” wśród najbogatszych Amerykanów. Został również uznany trzecim człowiekiem w Dolinie Krzemowej (po Larym Ellisonie i Billu Gatesie).

## Życiorys
Mark Zuckerberg urodził się w White Plains, w żydowsko-amerykańskiej rodzinie. Dorastał w Dobbs Ferry (hrabstwo Westchester w stanie Nowy Jork). Jego dziadkowie pochodzą z Niemiec, Austrii i Polski. Od strony ojca Edwarda, jego prababką była Mania (Minnie) Wiesenthal, urodzona w 1892 w Skale Podolskiej, która wyemigrowała do USA i 16 grudnia 1911 dotarła na Ellis Island.
Uczęszczał do prywatnej nowojorskiej szkoły Horace Mann School, która przygotowała go do dalszej nauki w szkole wyższej. W 2002 ukończył Phillips Exeter Academy w Exeter (hrabstwo Rockingham w stanie New Hampshire). Studiował na Uniwersytecie Harvarda w Cambridge. Był członkiem bractwa Alpha Epsilon Pi. Na Harvardzie kontynuował swoje wcześniejsze projekty, m.in.:
- Coursematch – projekt pozwalający studentom widzieć listę pozostałych studentów zapisanych na ten sam rok,
- Facemash.com – harvardzka strona typu rating site, która pozwalała na ocenę zamieszczonych na niej zdjęć użytkowników; istniała ona on-line jedynie cztery godziny zanim administracja uniwersytecka zablokowała Zuckerbergowi dostęp do Internetu.

Jako student Uniwersytetu Harvarda, 4 lutego 2004 stworzył wraz z grupą studentów serwis społecznościowy on-line TheFacebook (później: Facebook), w ramach którego zarejestrowani użytkownicy mogą odszukiwać i kontynuować znajomości oraz dzielić się wiadomościami i zdjęciami.

## Życie osobiste
Dojrzewał w rodzinie judaistycznej, ale deklarował się jako ateista. W grudniu 2016 stwierdził, że nie jest już ateistą i religia jest dla niego bardzo ważna. Nie sprecyzował jednak, jaką wiarę wyznaje.
W maju 2012 poślubił Priscillę Chan w swojej rezydencji. 31 lipca 2015 Zuckerberg poinformował, że spodziewają się dziewczynki, a Chan doświadczyła wcześniej trzech poronień.